# Iwona Bos-Swiecik
Iwona Bos-Swiecik (24 november 1958) is een in Polen geboren, nu Nederlandse, schaakster. In 1986 speelde ze mee in Bled in het Chess Festival en eindigde ze als eerste bij de dames. In 1993 werd haar door de FIDE de titel Internationaal Meester voor vrouwen (WIM) toegekend.
In 1990 kwam ze uit voor Polen in de dames-Schaakolympiade te Novi Sad en haar team eindigde op de veertiende plaats; Nederland met onder andere Anne-Marie Benschop en Heleen de Greef werd twaalfde.
In 1993 won Bos-Swiecik het Nederlands kampioenschap schaken bij de dames.

## Externe koppelingen
- (en)   Informatie over schaakpartijen van Iwona Bos-Swiecik op ChessGames.com
- (en)   Informatie over schaakpartijen van Iwona Bos-Swiecik op 365chess.com
- (en)  FIDE-ratinggegevens voor Iwona Bos-Swiecik